# Orde van de Heilige Stefanus

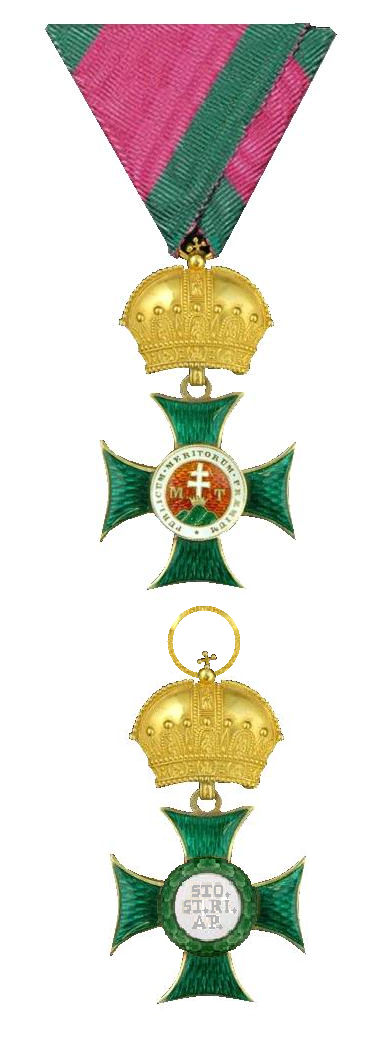
Voor- en keerzijde van het kleine kruis

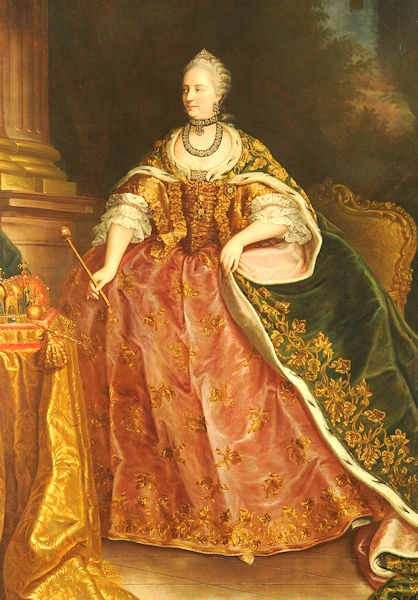
Maria Theresia als Grootmeesteres

De Orde van de Heilige Stefanus (Duits: Königlich Ungarischer Orden des Heiligen Stephan, Hongaars: Magyar királyi Szent István lovagrend) was van 1764 tot 1918 de nationale orde van het Koninkrijk Hongarije. De orde werd in 1764 gesticht door koningin Maria Theresia. Het koninkrijk Hongarije was voor Maria-Theresia erg belangrijk. Toen zij in 1740 na de dood van haar vader in politieke problemen kwam omdat veel Europese landen niet bereid waren om zich aan de eerder met haar vader gesloten Pragmatieke Sanctie (1713) te houden zocht Maria Theresia steun in Hongarije. De Habsburgers waren daar impopulair maar de Magyaren waren zo onder de indruk van de charmante en wilskrachtige erfgename van hun troon dat zij haar tot koningin uitriepen en haar zaak steunden. De Hongaarse steun betekende dat Maria Theresia haar erflanden, op Silezië na, kon verdedigen en behouden.
Als motto koos de koningin "Stringit amore". Het kan met "verbonden door de liefde" worden vertaald.
Er waren:
- 20 grootkruisen (Duits: "Großkreuze)
- 30 commandeurs (Duits: "Kommandeure")
- 50 kleine kruisen (Duits: "Kleinkreuze)

Daarbij werden geestelijken niet meegerekend.
De Kleinkreuze worden ook wel ridder genoemd.
De Orde van de Heilige Stefanus was een van de meest vooraanstaande en prestigieuze van de grote Europese ridderorden. De meeste leden ontvingen het kruis niet vanwege verdienste, dat telde in de 18e eeuw nog weinig bij het toekenen van ridderorden. De orde was een verbond tussen de Hongaarse koning en zijn edellieden. In de statuten wordt gesteld dat ".. diegenen die door de roem van een oud geslacht of de waarde van voortreffelijke diensten de majesteit en het aanzien van het Habsburgse Huis hebben gediend voor het grootkruis en het commandeurskruis in aanmerking komen. Het grootkruis en het commandeurskruis zijn voornamelijk aan deze personen te verlenen".
Over het commandeurskruis wordt in de statuten opgemerkt dat de dit kruis ook "aan anderen die de hoogste ambten aan het hof, in de koninkrijken en provincies niet bekleden afhankelijk van de mate van hun verdienste kan worden verleend".
Over het kleine kruis merken de statuten op dat dit kruis voor "de overige zeer verdienstelijke edellieden de beloning zal vormen en dat het bezit van een van de lagere graden in de orde van de Heilige Stefanus het bereiken van een hogere graad voor diegenen die dat verlangen gemakkelijker maakt".

## De geschiedenis van de orde
In 1741 was voor het eerst sprake van een Orde van Sint Stefanus. De abt van Dömölk stelde tijdens de Hongaarse Landdag voor om een Hongaarse orde in te stellen en daarmee Sint-Stefanus te eren. Hongarije bezat sinds de ondergang van het Huis Anjou en de verovering van het grootste deel van het land door de Turken geen nationale ridderorde meer. De ooit zo vermaarde Hongaarse Orde van de Draak was al eeuwen in vergetelheid geraakt.
In 1760 liet Maria Theresia op advies van Graaf Ferenc Estherházy de Gálantha een ambtelijke studie verrichten naar het instellen van een burgerlijke orde van verdienste die naast de in 1757 ingestelde Militaire Orde van Maria Theresia zou staan. De in het Frans opgestelde plannen voor een met Stefan van Hongarije verbonden orde bevatten 25 concept-artikelen voor een ordestatuut maar ze werden nadat ze door graaf Rudolf Chotek waren beoordeeld zonder dat het tot het instellen van een orde kwam weer ad acta gelegd. Van een dergelijke orde kwam het pas toen de regering in Wenen in 1760 de steun van de Hongaarse magnaten moest verwerven voor een nieuwe verdeling van de staatsschuld.
De hoge kosten van de Zevenjarige Oorlog maakten de Habsburgse heerseres afhankelijk van de goede wil van de machtige Hongaarse grootgrondbezitters. Om deze magnaten gunstig te stemmen zou volgens het advies van Graaf Chotek, die in 1762 Kanselier van Hongarije was geworden, het beproefde middel van een aanzienlijke ridderorde kunnen worden gebruikt. Koningen in heel Europa hadden met dergelijke orden hun edelen aan zich weten te verplichten.
De Hongaarse Landdag was op de 17 juli 1764 bijeengeroepen. Met behulp van de in de archieven teruggevonden voorstellen waren de statuten van een Orde van Sint Stefanus al op 30 januari 1764 in het Duits en het Latijn, de officiële bestuurstaal van de Hongaren, gereed. De koningin heeft in de marge van het voorstel een paar aantekeningen geschreven en de verder onveranderde statuten vervolgens met haar handgeschreven "placet" tot wet gemaakt. De verdere uitwerking van de regelingen zou, met inachtneming van de wensen van de vorstin, door haar vertrouweling Kanselier Kaunitz worden uitgevoerd. In de statuten werd nadrukkelijk vastgelegd dat het grootmeesterschap met de Hongaarse kroon verbonden was.
Graaf Esterházy werd op 20 februari tot eerste kanselier van de Koninklijk Hongaarse Orde van de Heilige Stefanus benoemd.
Op 26 maart noemde kanselier Esterházy de namen van een aantal Hongaarse kandidaten die voor benoeming in aanmerking kwamen. De Hongaar achtte zich niet bevoegd om de verdiensten van niet Hongaarse edelen te beoordelen. In Wenen hadden graaf Friedrich v. Hatzfeld en graaf Johann Wendelin v. Paar al om opname als ridder-grootkruis in de nieuwe orde verzocht. Een dergelijke reclame was in die tijd niet ongebruikelijk.
De Weense Munt liet met spoed gouden versierselen smeden. Er waren ordeketenen, geborduurde en zilveren sterren en geëmailleerde gouden kleinoden nodig. Er werden ook met spoed vijftien mantels, hoeden en andere onderdelen van de ordekleding vervaardigd. Het benodigde geld, men begrote 63 309 gulden en 29 kreutzer kwam ten koste van de persoonlijke kas (de "Privatschatulle") van de koningin. De orde zelf beschikte nog niet over fondsen. Het getal van vijftien mantels kwam niet overeen met het aantal ridders bij de stichting, mogelijk is dat aantal op het laatste moment verhoogd.

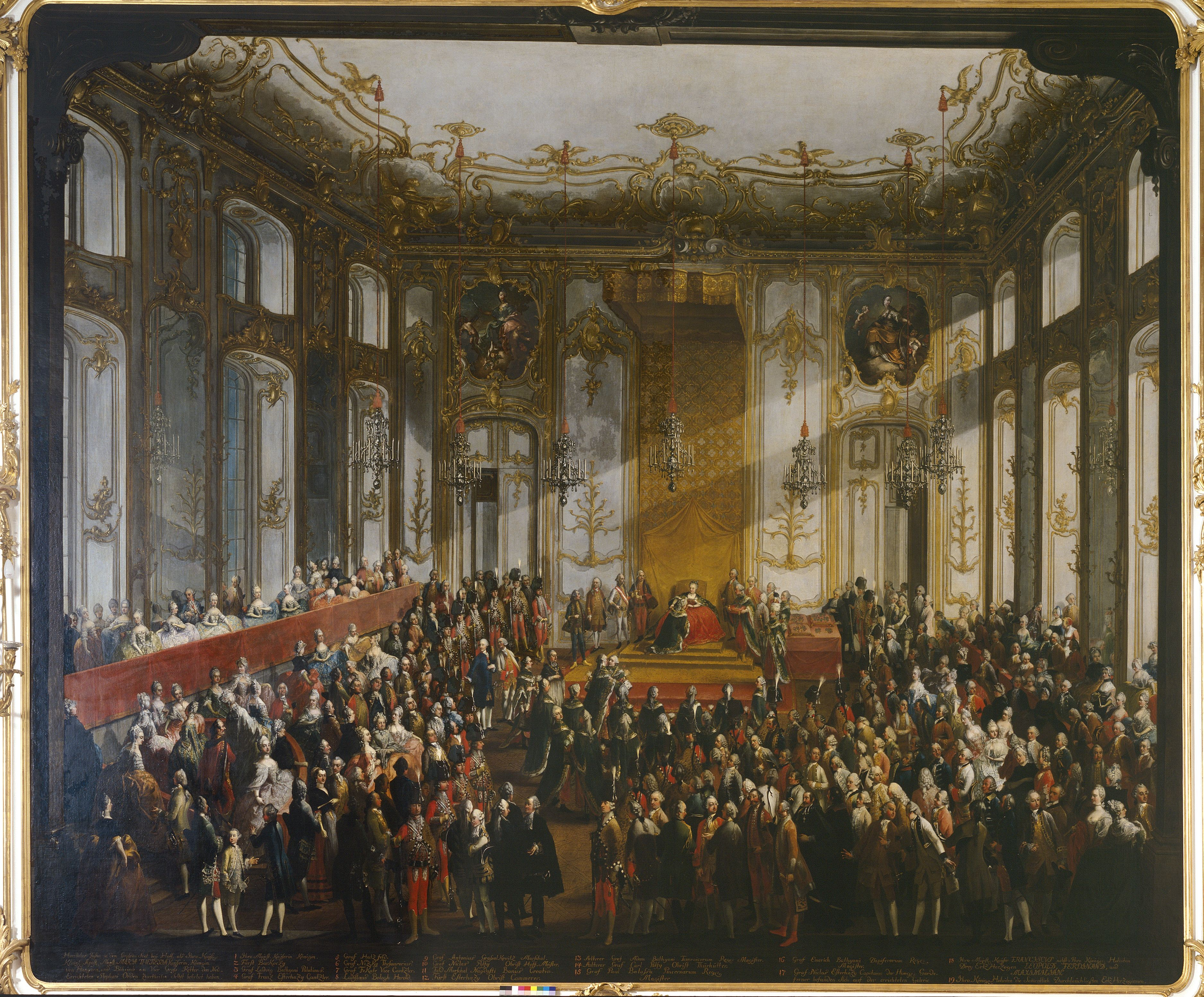
De eerste verleningen van de orde op 6 mei 1746

Aan het Weense hof werd over het nut van het instellen van een Magyaarse ridderorde sterk getwijfeld. Met name keizer Frans I Stefanus verzette zich tegen alles wat de positie en het aanzien van de oudere Orde van het Gulden Vlies en de Militaire Orde van Maria Theresia kon schaden.
De plechtige instelling van de orde vond op 5 en 6 mei 1746 plaats. De vorstin liet zich daarbij door een gevolg van uitsluitend Hongaarse edelen vergezellen en de Hongaarse lijfgardisten vormden de erewacht. De keizerin en apostolisch koningin droeg een Hongaars kostuum. Haar brede rokken hadden, zoals op een contamporaire afbeelding te zien is, in de kleur van de onderkleding van de orde, purperrood geborduurd met goud. Om haar schouders droeg zij een groene mantel.
Tijdens de ceremonie werd benadrukt dat het om het herstel van een veel oudere, nog door Stefanus zelf ingestelde orde ging. Dat was een onwaarheid. In de dagen van Sint-Stefanus waren er nog geen ridderorden. Van een oudere Orde van de Heilige Stefanus is in de archieven ook nergens sprake. Het was in de 17e en 18e eeuw niet ongebruikelijk dat bij het instellen van een nieuwe ridderorde naar veel oudere, maar historisch niet aantoonbare, orden werd verwezen, Dat gebeurde ook bij de Deense Orde van de Dannebrog, de Zweedse Orde van de Serafijnen en de Schotse Orde van de Distel. Een dergelijk mythisch verleden moest de nieuwe orde meer aanzien verschaffen.
Op een ter gelegenheid van de stichting van de orde geslagen medaille staat op beide zijden nadrukkelijk dat "de aloude Orde van de Heilige Stefanus door Maria Theresia Apostolisch Koningin van Hongarije werd hersteld".
De ceremoniën van de orde werden gehouden op de dagen die al voor de verering en de cultus van Sint-Stefanus waren aangewezen. De dag van zijn heiligverklaring, dat geschiedde op de twintigste augustus 1083, was in het vervolg ook de dag van het ordefeest.
De andere kroonlanden van de Habsburgers zoals Oostenrijk, de Nederlanden (tot 1792) en Bohemen kregen tot in de 19e eeuw geen eigen orden van verdienste en waren daarmee niet gelijkgesteld aan het Koninkrijk Hongarije. Het Lombardo-Venetiaans Koninkrijk kreeg wel een eigen ridderorde, de Orde van de IJzeren Kroon.
De orde van de Heilige Stefanus werd vanaf de eerste dagen al aan niet-Hongaren verleend. De nadruk lag bij het decoratiebeleid op Hongaren maar hoge ambtenaren en geestelijken uit de andere delen van de uitgestrekte monarchie kwamen ook voor de Orde van de Heilige Stefanus in aanmerking.
Toen Keizer Frans op 18 augustus 1765 plotseling stierf besloot Maria Theresia dat zij het grootmeesterschap van de Orde van de Heilige Stefanus over zou dragen aan haar zoon en opvolger Jozef die al snel tot keizer Jozef II zou worden gekozen. Hij werd haar co-regent en volgde zijn moeder in 1780 op als alleenregerend apostolisch koning van Hongarije. Omdat hij zich niet heeft laten kronen werd hij de "Koning met de hoed" (Hongaars: "kalapos király") genoemd.
In 1918 werden de Habsburgers van de troon vervallen verklaard. De afgezette keizer Karel slaagde er niet in om Hongarije weer onder zijn gezag te brengen. Volgens hun dynastieke en legalistische opvattingen bleven de Habsburgers de Orde van Sint Stephanus in de eerste jaren en in ieder geval gedurende Karels leven als hun dynastiek bezit beschouwen. De keizer en zijn zoon Otto droegen ook in ballingschap de versierselen van deze Hongaarse orde.
Zoals in de 18e eeuw gebruikelijk was moesten de ridders een adelsproef afleggen. Zij moesten zestien kwartieren adeldom bezitten wat inhoudt dat hun zestien overgrootouders van adel moesten zijn. Alleen stiftsadel, geslachten met een grafelijke of baronale (freiherrlichen) titel werden daarbij erkend. De geslachten moesten in Hongarije gevestigd zijn geweest. De koningen hebben vaak van deze strikte regels afgeweken. De orde werd al vanaf het begin een orde van verdienste die overal in de Habsburgse landen, zij het vooral in de landen van de kroon van Sint-Stefanus, werd toegekend.
Grootkruisen werden door de Hongaarse koning aangeduid en aangesproken als "Mon Cousin" oftewel "Mijn neef". Zij deelden deze eer met de hertogen.
Voorstellen om de orde in de een of andere vorm in Hongarije te herstellen daargelaten heeft de Orde van de Heilige Stefanus in 2011 na 247 jaar opgehouden te bestaan. In dat jaar overleed het laatste grootkruis, aartshertog Otto van Habsburg, de laatste erfprins van Hongarije op bijna 100jarige leeftijd. Ster en grootkruis lagen naast zijn opgebaarde lichaam.

## De orde in het Hongarije van het interbellum
In een andere vorm heeft de in 1938 door regent Miklós Horthy vernieuwde orde tot 1944 voortbestaan. De orde diende als beloning van talent en bijzondere burgerlijke verdienste en werd in drie klassen verleend. De regent droeg de versierselen zelf maar verleende de orde slechts driemaal. Op 26 september 1940 aan Graaf Pál Teleki, op 12 februari 1943 aan István Uray en in 1944 aan een hoge katholieke geestelijke, Jusztinián Serédi, primaat van Hongarije.

## De benoemingen tussen 1750 en 1918
- Maria Theresia benoemde in het eerste jaar van de orde tussen 1764 en 1765 veertien grootkruisen, 14 commandeurs en 18 ridders. Onder hen bevond zich één vreemdeling die het grootkruis ontving.
- Jozef II benoemde tussen 1765 en 1790 drieënveertig grootkruisen, 51 commandeurs en 92 ridders. Onder hen bevonden zich vier vreemdelingen die het grootkruis ontvingen en twee vreemde commandeurs.
- Leopold II benoemde tussen 1790 en 1792 vier grootkruisen en 2 commandeurs. Onder hen bevond zich één vreemdeling die het grootkruis ontving.
- Frans I benoemde tussen 1792 en 1835 honderdvierentachtig grootkruisen, 95 commandeurs en 143 ridders. Onder hen bevonden zich 108 vreemdelingen die het grootkruis ontvingen en 19 vreemde commandeurs. Het ridderkruis werd achtmaal aan een vreemdeling uitgereikt.
- Ferdinand V benoemde 1835 à 1848 tweeënvijftig grootkruisen en 34 commandeurs. Onder hen bevonden zich 35 vreemdelingen die het grootkruis ontvingen en 5 vreemde commandeurs.
- Frans Jozef I benoemde 1848 en 1916 547 grootkruisen, 68 commandeurs en 277 ridders. Onder hen bevonden zich 396 vreemdelingen die het grootkruis ontvingen en 61 vreemde commandeurs. Het ridderkruis werd driemaal aan een vreemdeling uitgereikt.
- Karel I benoemde 1916 en 1918 15 grootkruisen en 18 commandeurs. Onder de grootkruisen bevond zich één vreemdeling.
- De regent van het Koninkrijk Hongarije, admiraal Miklos Horthy, benoemde 1938 en 1944 5 grootkruisen en een commandeur. Onder de grootkruisen waren drie vreemdelingen.

Al met al werden tussen 1764 en 1944 niet minder dan 866 grootkruisen, 268 commandeurs en 582 ridders benoemd.
In de meeste orden zijn de verhoudingen tussen de benoemingen omgekeerd. Tegenover een grootkruis staan meestal enige commandeurs en tientallen zo niet honderden ridders. Dat de verhoudingen hier werden omgekeerd is een gevolg van het decoratiebeleid, waarin een aantal vooraanstaande personen min of meer recht op het grootkruis van de Orde van de Heilige Stefanus had. De Aartshertogen en de grootste Hongaarse magnaten werden vaak met het grootkruis gedecoreerd. De Aartsbisschoppen van Esztergom die een belangrijke rol in de orde speelden werden altijd ex officio tot grootkruis in de Orde van de Heilige Stefanus benoemd. Bijna alle leden van de orde waren burgers, militaire benoemingen zijn zeldzaam, waarbij juristen, rechters, ministers en diplomaten de hoofdmoot vormen. Rond het midden van de 19e eeuw kwam het steeds vaker voor dat kunstenaars en wetenschappers het ridderkruis ontvingen. Binnen de geestelijke stand kwamen alleen de hoofden van de hiërarchie in aanmerking voor de Orde van de Heilige Stefanus.
Onder de vreemdelingen vallen de 546 vreemdelingen die een grootkruis ontvingen op. Het is gebruikelijk dat een staatshoofd de hoogste beschikbare onderscheiding van een land ontvangt. De Oostenrijkse protocolchefs beschikten over grootkruisen van de Orde van de Heilige Stefanus de Leopoldsorde en de Frans Jozef-Orde. De streng katholieke en voor de hoge adel gereserveerde Orde van het Gulden Vlies valt buiten de categorie van de bij wijze van beleefdheid uitgereikte onderscheidingen en hetzelfde geldt voor de Militaire Orde van Maria Theresia die alleen voor militaire verdiensten en dapperheid werd toegekend. Om tussen de verschillende rangen van de te decoreren personen onderscheid te kunnen maken ontvingen de belangrijke staatshoofden het grootkruis van de Orde van de Heilige Stefanus. Vorsten van minder aanzienlijke landen kwamen voor de Leopoldsorde in aanmerking. Dat geldt ook voor de hoogste autoriteiten zoals regeringsleiders en gezanten. In sommige gevallen koos de Oostenrijkse regering ervoor om kardinalen, ambassadeurs en vorsten met het grootkruis, al dan niet met briljanten, te onderscheiden.
De meeste versierselen waren voor vorsten en diplomaten uit Rusland, Spanje, Italië en Frankrijk bestemd. Al was de verstandhouding tussen Oostenrijk en deze landen niet altijd even vriendelijk, het drukke diplomatieke verkeer bracht veel bezoeken en gelegenheden tot decoreren met zich. Als groep overtreft het aantal in Duitsland met zijn vele kleine staten, regeringen en hofhoudingen verleende groot- en commandeurskruisen het aantal in Rusland, Spanje, Italië en Frankrijk gedane benoemingen.
- Kardinaal-Staatssecretaris Antonelli 1850 1855
- Veldmaarschalk Graaf Friedrich Berg, gouverneur van Polen. 1849 1870
- Sultan Abdul Medjid 1856 met
- De Franse gezant in Wenen markies Moustier 1861 1867
- Shah Nasreddin van Perzië 1859
- Ferdinand I van Roemenië 1890
- Kardinaal-Staatssecretaris Lorenze Nina 1879
- Nicolaas I van Montenegro 1879
- Victor Emanuel van Italië 1887
- Admiraal Tirpitz 1911
- De Belgische minister van het Koninklijk Huis Jules Van Praet werd in 1849 commandeur.
- Keizer Wilhelm II van Duitsland.

Er bestaat voor zover bekend geen betrouwbaar en volledig overzicht van de benoemingen in de Orde van de Heilige Stefanus. In 1864 werd een gedenkboek met de titel "Memoria Insignia Ordeni S, Stefphani" uitgegeven. Deze lijst was onvolledig omdat het archief van de orde onvolledig is. Latere publicaties baseren zich op dit boek en ook zij zijn daarom onvolledig.

## Draagwijze

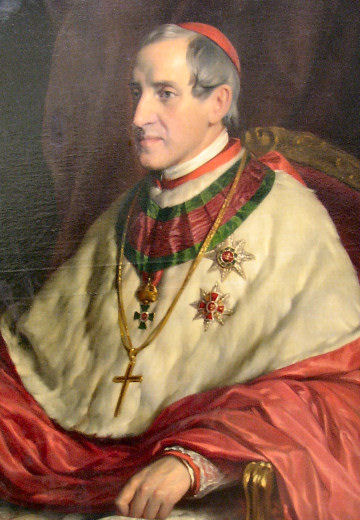
kardinaal Rauscher draagt de ster en het voor geestelijken voorgeschreven grootlint van de Orde van de Heilige Stefanus

Het strenge Oostenrijkse protocol schreef precies voor hoe de leden van de Orde van de Heilige Stefanus hun versierselen moesten dragen. Het protocol schreef ook voor wanneer de onderscheidingen gedragen moesten worden.
De Grootkruisen droegen een ster van de Orde en een kruis aan een lint van vijf vingers breed over de rechterschouder. Zij moesten vier adellijke grootouders (kwartieren) kunnen bewijzen. Grootkruisen waren "Werkelijke Geheime Raadsheren van de Apostolische Koning" (Duits: "Wirklichen Geheimen Rat S. M. der Apostolichen König".
De commandeurs droegen een kruis aan een lint om de hals en de ster van de orde. Zij waren "Honoraire Geheime Raadsheren van de Apostolische Koning" (Duits: Geheimen Rat S. M. der Apostolichen König".. Geestelijken droegen het kruis van de orde, ongeacht de rang die zij in de orde bezaten, steeds aan een lint om hun hals. Dit lint was niet zoals in de 18e eeuw populair was geweest driehoekig maar rond. Het lint van de grootkruisen was vijf vingers breed, dat van de commandeurs en kleine kruisen was smaller. Er zijn geen vrouwelijke leden geweest.
Omdat de meest exclusieve van de ridderorden van de Oostenrijkse keizers, Apostolisch Koningen van Hongarije, het Gulden Vlies, alleen aan katholieken kon worden toegekend, werden veel staatshoofden in Oost- en Noord-Europa als grootkruisen in de Orde van de Heilige Stefanus opgenomen.
Tot 18 juli 1884 werden de ridders in deze orde op hun verzoek tot baron of onder omstandigheden zelfs tot graaf verheven. Zij waren vrijgesteld van de daarvoor geldende leges. De grootkruisen, kamerheren van de keizer en koning daargelaten, moesten zestien, later vier, adellijke kwartieren, dat wil zeggen vier adellijke grootouders kunnen bewijzen. Zij behoefden dus niet in de adelstand te worden verheven omdat zij allen edelen waren. In latere jaren kreeg het kapittel van de orde soms verzoeken waarin Oostenrijkse en Hongaarse onderdanen bevestigd wilden zien dat zij of een van hun voorouders vóór 18 juli 1884 in de Orde van de Heilige Stefanus waren opgenomen. Een dergelijke officiële bevestiging was soms nodig waar een kapittel of adellijk stift om bewijzen van adeldom vroeg.
Ook geestelijken werden in deze orde opgenomen. Het was en is gebruikelijk dat een geestelijke zijn versierselen op en bijzondere wijze boven zijn soutane draagt. Omdat de kleding van een geestelijke, met name het gewaad van een prelaat of kardinaal, sterk verschilt van de kleding van niet gewijde mannen werd het gebruikelijk om versierselen van ridderorden op een geheel eigen wijze te dragen. In het geval van een grootlint wordt dat lint, al dan niet met de rozet of strik die gebruikelijk op de heup rust rond de beide schouders gedragen, meestal zo dat het kruis op de onderbuik van de geestelijke rust. Commandeurskruisen werden door geestelijken vaak aan een breed in een driehoek eindigend lint van de orde rond de hals gedragen.
De geestelijken die de graad van Grootkruis in deze orde bezaten droegen geen keten van de orde. Het grootlint werd zonder in een strik of rozet te eindigen op de borst gedragen.
Het kleine kruis van een ridder in de Orde van de Heilige Stefanuswerd aan het voor Oostenrijk kenmerkende driehoekig lint gedragen.
In de 19e eeuw werd het dragen van miniatuurketens populair. De statuten van de Orde van de Heilige Stefanus voorzagen niet in een dergelijk versiersel maar dergelijke kleine ketens waaraan miniaturen van het kruis en de ster van de orde konden worden gedragen werden in huiselijke kring gedragen. Het gebruik van een miniatuurketen werd alleen bij de in 1849 ingestelde Frans Jozef-Orde officieel geregeld. Bij de Orde van de Heilige Stefanus bleef het bij informeel gebruik. De moniatuurketens werden door de dragers van de orde zelf bij juweliers besteld en gekocht.
In 1918 werden de Habsburgers uit Wenen verdreven en werd ook de Hongaarse troon vacant. Het verlenen van een grootkruis met briljanten aan zijn de facto afgezette premier Sándor Wekerle was Karels laatste ambtshandeling als apostolisch koning van Hongarije. De Orde van Sint-Stefanus werd na 1918 in Hongarije afgeschaft maar werd in 1938 "vernieuwd", wat inhield dat zij niet opnieuw werd ingesteld. De Hongaarse regent, admiraal Miklós Horthy, heeft de onderscheiding driemaal verleend. De stichting van de Volksrepubliek Hongarije betekende het definitieve einde van de orde.
De Habsburgse pretendent van de Hongaarse kroon, aartshertog Otto, rekende de orde niet onder zijn huisorden. Als voormalig kroonprins van het Apostolisch Koninkrijk Hongarije droeg hij de versierselen van de Orde van de Heilige Stefanus wel.
Bijzonder is het Hongaarse gebruik om met de insignes van de orde ter aarde besteld te worden. Voor dit doel werden van lood of andere onedele metalen geëmailleerde en vergulde kruisen gefabriceerd die zo nu en dan op de antiekmarkten opduiken.

## De versierselen van de orde

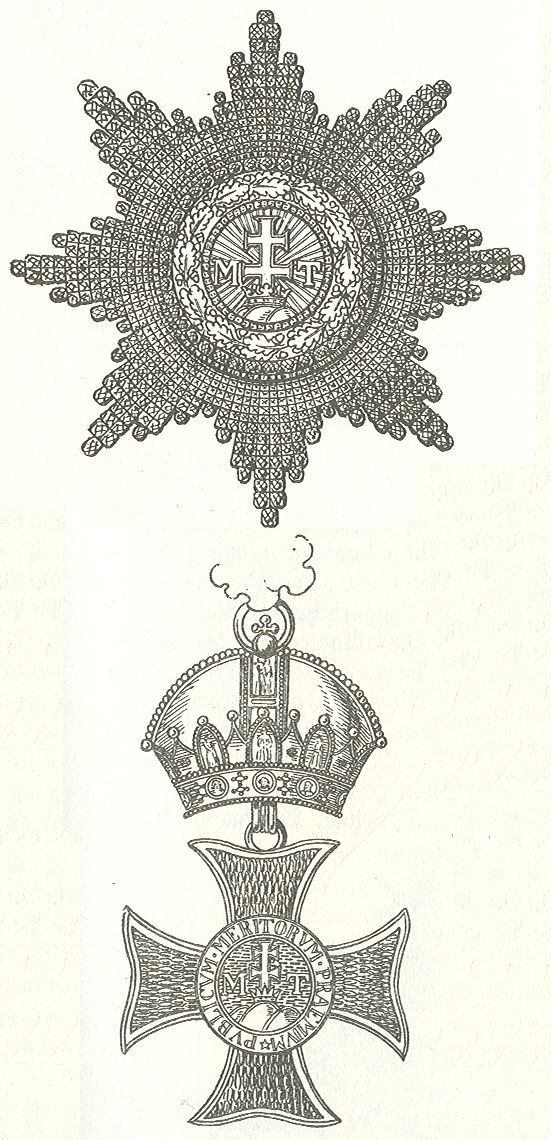
laat-19e-eeuwse ster en kleinood van een Grootkruis

De orde kreeg bij zijn instelling een ordekostuum in Hongaarse stijl, een kostbare gouden keten, een geëmailleerd gouden grootkruis, een geborduurde ster, een commandeurskruis en een ridderkruis. Voor Maria Theresia werd bij de stichting van de orde al een speciale met edelstenen ingelegde ster vervaardigd.
Later werden nog zilveren sterren, zilveren sterren met diamanten en commandeurskruisen met diamanten besteld. De Eerste Wereldoorlog bracht kleine gouden kronen en miniatuursterren die op het lint van het ridderkruis werden bevestigd bij wijze van kleine decoratie. Er zijn ook miniaturen op halve grote en voor het dragen op een rokkostuum bestemde miniaturen van niet meer dan drie centimeter hoogte bekend.
Omdat er tijdens de Eerste Wereldoorlog maar weinig benoemingen in de Orde van de Heilige Stefanus werden gedaan werd bij deze orde afgezien van het bestellen van kruisen uit verguld brons en andere versierselen uit oorlogsmetaal. De in de literatuur vermelde bijzondere set van versierselen voor een in 1918 vervaardigd grootkruis stelt de faleristiek voor raadsels. Een grootkruis met oorlogsdecoratie en zwaarden zou volgens sommige bronnen aan veldmaarschalk aartshertog Joseph zijn verleend. Deze in de nalatenschap van de aartshertog bewaarde decoratie zou door keizer Karel aan het front zijn toegezegd. Er zijn geen besluiten of patenten bekend maar er is wel een telegram bewaard gebleven waarin de minister van Oorlog Rudolf Stöger-Steiner von Steinstätten waarin hij de aartshertog op 24 maart 1918 met deze bijzondere eer gelukwenst. Er is behalve een kruis en een ster ook een bijbehorende kleine decoratie bekend. Over de authenticiteit wordt getwist.
- Het kruis van de orde

Het kruis is van goud met groen geëmailleerde armen. De armen lopen breed uit en in de ruimte daartussen is geen krans aangebracht.
Als verhoging koos Maria Theresia voor de oude Hongaarse Stefanskroon. Deze kroon werd oorspronkelijk in barokke vorm weergegeven en is steeds van niet geëmailleerd massief goud. De kronen op latere kruisen zijn minder hoog gewelfd.
Op het kruis is een medaillon met het oude wapen van Hongarije, een kruis met twee dwarsbalken op en groene heuvel, afgebeeld. Naast het kruis staan de initialen van de stichtster; "MT" wat voor Maria Theresia staat. Op de witte ring rond het medaillon staat in gouden letters de Latijnse tekst " PRÆMIUM PVBLICVM MERITORVM". De keerzijde draagt de tekst "STO.ST.RI AP" wat voor "SancTO STephano RegI APostolum" staat. Het lint is groen met een brede purperrode middenstreep.
De ster is van gefacetteerd zilver, heeft acht punten en draagt het met groen geëmailleerd eikenloof omringde medaillon van de orde.
- De keten van de orde

De zware gouden keten van de Orde van de Heilige Stefanus bestond uit grote gouden schakels die met fijnere gouden kettingen met elkaar waren verbonden. In de tijd dat de orde werd ingesteld behoorde een dergelijke keten nog tot de gebruikelijke versierselen van een ridderorde al was daar in 1757 bij de Militaire Orde van Maria Theresia van afgezien.
De keten van de Orde van de Heilige Stefanus bevatte dertienmaal de initialen van de Heilige Stefan (Szent István); de letters "SS", twaalfmaal de initialen van de stichteres; (Mária Terézia); "MT", 25 gestileerde gouden Hongaarse Stefanskronen en eindigde in een opengewerkte centrale schakel met een afbeelding van wolken binnen een hoefijzervormige schriftrol met de tekst "Stringit amore" en een vliegende adelaar. Deze adelaar symboliseerde het Aartshuis Habsburg. Het grootkruis wordt aan deze centrale schakel op de borst gedragen.
De keten werd alleen samen met de ordekleding gedragen. De eerste Grootkruisen van de Orde van de Heilige Stefanus ontvingen hun keten uit handen van de Grootmeesteres Maria Theresia. Op een schilderij is te zien dat zij in hun ordekleding voor haar neerknielden en dat de vorstin de keten om hun hals hing.
In de 19e eeuw werden vooral de onderscheiden vreemdelingen in hun woon- of verblijfplaatsen gedecoreerd. Dat was de taak van de Oostenrijkse diplomaten. Het Ministerie van Buitenlandse Zaken in Wenen zorgde er ook voor dat de onderscheidingstekens en statuten weer naar Wenen werden teruggestuurd.
In de heraldiek werd de keten om het wapenschild van de Grootkruisen gehangen. Men vindt de keten samen met de keten van de Orde van het Gulden Vlies en het aan een lint hangende kruis van de Militaire Orde van Maria Theresia ook als pronkstuk in het grote wapen van de Habsburgse heersers. De commadeurs en kleine kruisen voerden het kruis hangend aan een lint in hun wapen.
Bij informele gelegenheden werden in de 19e eeuw ook miniatuurketens gedragen. Dergelijke ketens werden op het vest of vanuit een knoopsgat op het revers gedragen. Bij de Orde van de Heilige Stefanus was er niet in een officieel vastgestelde model van dit miniatuurketen voorzien, bij de Frans Jozef-Orde was het wel het geval. Aan de miniatuurketen werden een of meerdere miniaturen van kruisen, sterren en medailles gedragen.
- De ordekleding

Tot in de 19e eeuw werd ook een bijzondere ordekleding gedragen. De Grootkruisen droegen met gouden eikenbladeren geborduurde groene mantels met karmezijnrode voering terwijl de Ridders en Commandeurs een smalle respectievelijk brede geborduurde gouden zoom op hun mantel droegen. Allen droegen een aan de voorzijde met de wintervacht van de hermelijn versierde en met hermelijn gevoerde rode hoed of kalpak met een aigrette van reigerveren op een rood met groene agrafe. De buis en het vest waren van rode atlaszijde. De tot op de grond vallende talar of onderkleding was aan de voorzijde rond gesneden. Alleen de talar van een Grootkruis was met borduursel in de vorm van gouden eikenloof versierd, de Commandeur en het Kleine Kruis moesten het met een eenvoudiger gouden zoom doen.
De Grootkruisen droegen hun keten op de mantel en de geborduurde ster of "Chaton" op het borstbeen. De keten van de grootkruisen werd niet zoals in Engeland gebruikelijk is met linten op de schouders vastgezet maar werd los om de hals gedragen en wel zo dat de keten om de crachard viel en het grootkruis midden op de borst kwam te hangen.De Commandeurs droegen hun juweel om de hals en hun ster op dezelfde plaats. De Ridders droegen hun kleinood op het kostuum. Men heeft de kostuums tot in het midden van de 19e eeuw gedragen daarna raakten zij in onbruik.
Groen en rood werden in de 18e eeuw bij uitstek als de nationale kleuren van Hongarije gezien.
De mantels van de grootkruisen waren met veel gouddraad en banden van hermelijn versierd, de mantel van een commandeur was eenvoudiger versierd en de mantel van de ridder was op zijn beurt nog minder rijk versierd. De mantels waren wel allemaal van dezelfde snit.
De kostbare met hermelijn versierde mantels en de onderkleding werden in een depot in de Weense Hofburg bewaard. Na veel omzwervingen zijn de mantels in 1920 in het Monturdepot van het Kunsthistorisch Hofmuseum beland.
In het midden van de 19e eeuw geraakte deze kostbare ordekleding, net als die van de andere Oostenrijkse orden in onbruik. Alleen keizer Frans Jozef I liet zich in de tweede helft van de 19e eeuw nog met de mantel van een Oostenrijkse Orde, in zijn geval de Orde van het Gulden Vlies portretteren.
De mantels werden in de Hofburg zorgvuldig bewaard maar ze werden na het midden van de 19e eeuw niet langer gedragen, de schilder mocht de mantel over een paspop draperen om op deze wijze een portret samen te stellen. Op grond van het door Oostenrijk en Hongarije in 1933 in Venetië gesloten verdrag over musea en bibliotheken werden de mantels op twee na aan Hongarije afgestaan. Daar werden enige mantels in de koninklijke burcht in Boedapest tentoongesteld. Deze burcht werd in 1945 verwoest en de collectie lijkt verloren te zijn gegaan. Van de rijke garderobe resten nu alleen twee in Wenen achtergebleven mantels.
- De ster

De sterren waren zoals in de 18e eeuw gebruikelijk geborduurd en van gouddraad, zilverdraad, zijde en pailetten. Ieder Grootkruis ontving bij zijn opname in de Orde van de Heilige Stefanus een dergelijke ster die onder de teruggaveplicht na het overlijden van de decorandus viel. Omdat dergelijke sterren iedere dag op geklede kostuums, uniformen en hofkleding werden gedragen moest een Grootkruis verschillende sterren bestellen. De geborduurde sterren werden snel vies, ze versleten en verloren hun glans. Daarom werden door speciaal daarin gespecialiseerde borduurateliers sterren te koop aangeboden. In de eerste jaren van de 19e eeuw zag men in Europa sterren opduiken die bestonden uit een geëmailleerd metalen medaillon en geborduurde stralen van zilveren pailletten en zilverdraad.
De oudere sterren van de grootkruisen van de Orde van de Heilige Stefanus waren rond. Tegen de 20e eeuw zag men steeds meer sterren met acht punten en stralen of een gefaceteerd oppervlak.
De stichteres bezat een zilveren ster die met edelstenen zoals briljanten, smaragden en robijnen was versierd. De armen van de ster hadden gouden randen en het door een diamanten kroon verhoogde medaillon was opvallend groot. Deze ster bevond zich tot 1933 in de Weltliche Schatzkammer in Wenen. Op grond van het door Oostenrijk en Hongarije in 1933 in Venetië gesloten verdrag over musea en bibliotheken werd deze ster, samen met de in Wenen zorgvuldig bewaarde ordekleding en veel andere bezittingen van de Orde van de Heilige Stefanus aan Hongarije afgestaan. Daar werd de ster in de koninklijke burcht in Boedapest tentoongesteld. Deze burcht werd in 1945 verwoest en de mantels, kostbaarheden en versierselen van de orde zijn verloren gegaan. Van de rijke garderobe resten alleen twee in Wenen achtergebleven mantels.
De grootmeester en de Hongaarse erfprins mochten hun ster met diamanten en andere edelstenen versieren. De erfprins had daarvoor geen bijzondere toestemming nodig. Anderen was het versieren van ster en kruis verboden.
Een met de ster in de Weense wereldlijke schatkamer vergelijkbare en door Maria Theresia zelf gedragen ster werd door haar aan de eerste ordekanselier graaf Franz Esterházy uit het Huis Esterházy-Cseklesz geschonken. Tot in de 20e eeuw werd deze ster in de familie bewaard en de traditie dat een grootkruis uit dit Hongaarse Grafelijke Huis deze ster mocht dragen wordt in de literatuur beschreven. De ster lijkt verloren te zijn gegaan.
Sterren met diamanten en briljanten werden niet teruggestuurd. Een dergelijk huldeblijk van de Oostenrijkse Keizer was ook als gift bedoeld. De ontvanger ruilde de edelstenen vaak in bij de juwelier en liet ze door strass vervangen.
Ieder nieuw lid van de orde moest een "revers" tekenen waarin hij beloofde dat de versierselen na zijn dood, of bij bevordering binnen de orde, werden teruggestuurd naar de kanselarij in Wenen. De Oostenrijkse regering hield de ridders en hun nakomelingen strikt aan deze voorschriften.Het is slechts zelden voorgekomen dat een versiersel niet geretourneerd werd. In de kanselarij werden de versierselen schoongemaakt, zo nodig hersteld en opnieuw geëmailleerd en in de brandkast gelegd om opnieuw uitgereikt te worden.
Soms werden nog bruikbare delen van oude onderscheidingen zoals de kroon boven het kruis gecombineerd met een jonger kruis. De onbruikbare delen werden dan naar de Munt gestuurd om omgesmolten te worden. Deze praktijk heeft ertoe geleid dat er sterk afwijkende versierselen bekend zijn. De in de antiquiteitenhandel aangeboden versierselen van de Orde van de Heilige Stefanus zijn meestal verguld zilveren reserve-exemplaren die voor eigen rekening van een lid van de orde werden vervaardigd of door de Weense juweliers zoals de beroemde Fa. Rothe&Sohn vervaardigde verzamelaarskopieën.

## De kleine decoratie en de orde in de Eerste Wereldoorlog
In de Eerste Wereldoorlog werd de grootkruisen en commandeurs toegestaan om een zogenaamde "kleine decoratie" te dragen. Een dergelijk kruis aan een driehoekig lint wordt op de linkerborst gedragen en er wordt een ster of een gouden kroon op het lint vastgepind om aan te duiden of het om een grootkruis , een commandeur of een ridder (uiteraard zonder de kroon op het lint) gaat.
Op 23 maart 1908 werden de regelsvoor het dragen van de uniformen van de Oostenrijks-Hongaarse strijdkrachten opnieuw vastgesteld. De grootkruisen in de Orde van de Heilige Stefanus en de Leopoldsorde mochten een miniatuur van de ster in het vervolg op het driehoekige lint van de IIIe Klasse dragen. Op 23 februari 1918 werd dit recht uitgebreid en kregen ook de dragers der IIe Klasse verlof om een dergelijke kleine decoratie te dragen. In hun geval werd dat een gouden miniatuur van de Hongaarse kroon. Waarom de commandeurs en grootkruisen van de Orde van de Heilige Stefanus pas laat toestemming kregen om het voorbeeld van de andere orden in het dragen van kleine decoraties te volgen is niet bekend.
De Ie Klasse mocht een ster, een ster met oorlogsdecoratie of een ster die op de oorlogsdecoratie was gelegd op het lint dragen. Voor deze ster werd een diameter van twee centimeter voorgeschreven.
De IIe Klasse mocht in het vervolg een miniatuur van de Heilige kroon van Sint-Stefan op het lint dragen.
De IIIe Klasse kreeg m.m. geen kleine decoratie.
De op het lint aan te brengen miniaturen werden door de juweliers zeer gedetailleerd uitgevoerd maar net als bij de andere versierselen van de Orde van de Heilige Stefanus bleef de kroon ongeëmailleerd en de edelstenen en parels werden niet met gekleurde emaille aangegeven.
De Oostenrijkse keizer bepaalde dat de kleine decoraties alleen op uniformen van de Oostenrijkse strijdkrachten mochten worden gedragen. Men droeg deze linten en kruisen bij mindere formele gelegenheden wanneer men kleine dienst vervulde, op de "Bluse", in het veld, bij manoeuvres of buiten dienst was.

## Grootmeesters van de Orde van de Heilige Stefanus
De orde van Sint Stefanus was verbonden met de Hongaarse kroon. Na Maria Theresia is deze kroon door zes Habsburgers gedragen. Na 1918 heeft Karel I van Oostenrijk die als Karel IV Apostolisch Koning van Hongarije was de regering niet kunnen en mogen uitoefenen. Hongarije was een koninkrijk zonder koning. Otto van Habsburg is nooit Apostolisch Koning geweest.

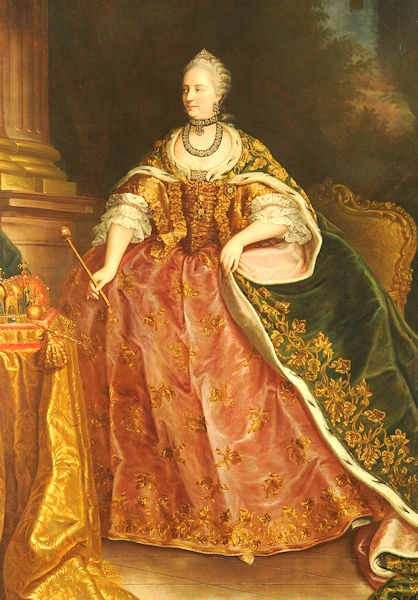
Maria Theresia was de stichtster en eerste grootmeester van de Orde van Sint-Stefanus.
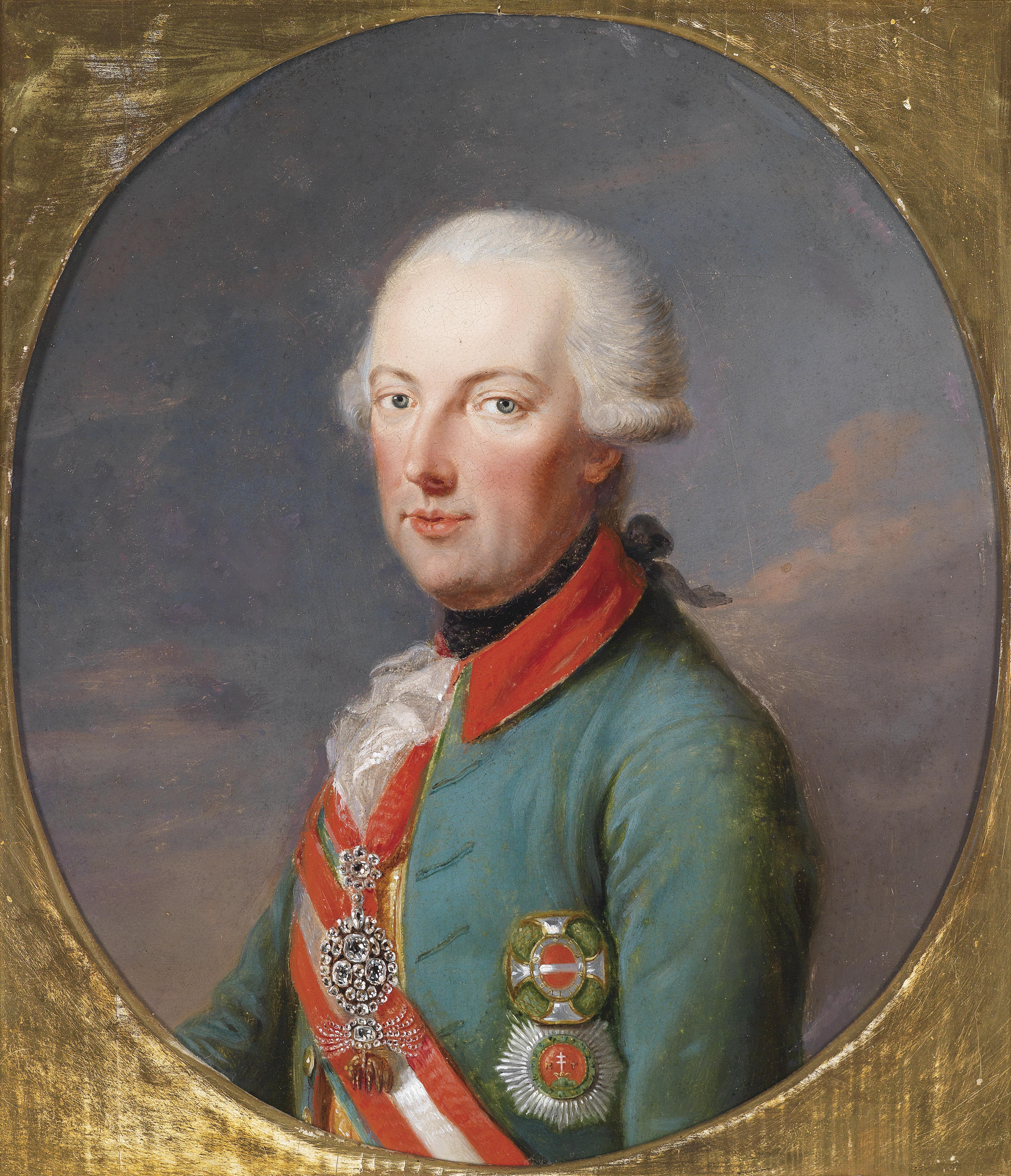
Keizer Jozef II droeg na 1764 vaak de ster en het lint van de Orde van de Heilige Stefanus onder die van de Orde van Maria Theresia.
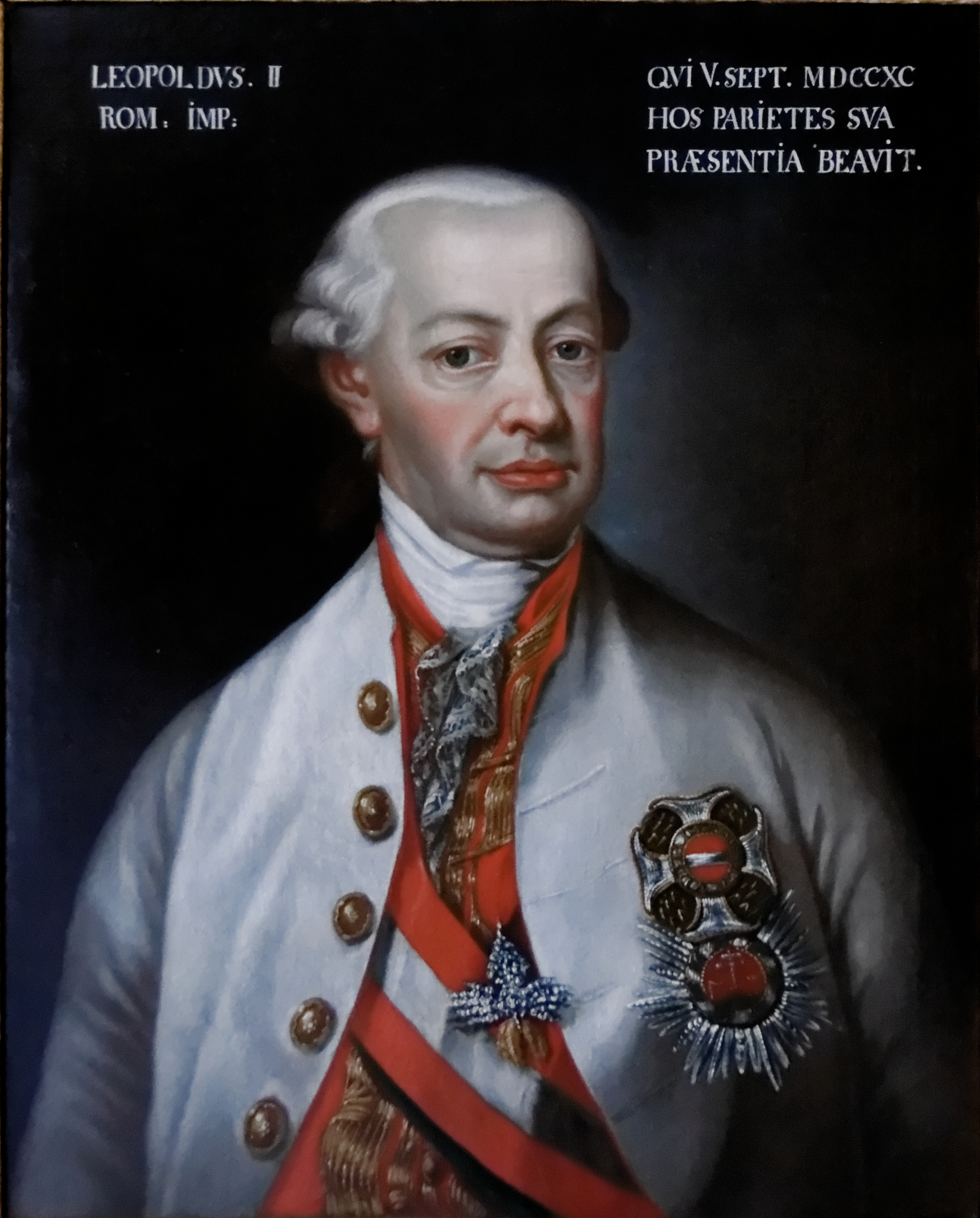
Keizer Leopold II met de ster en het lint van de Orde van de Heilige Stefanus onder die van de Orde van Maria Theresia.

## Ridder in de Orde van de Heilige Stefanus

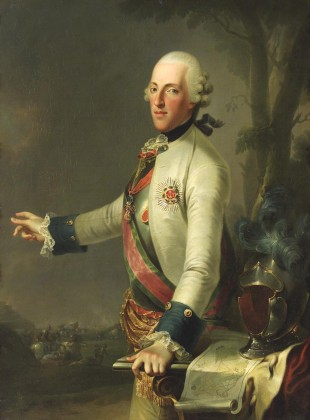
Hertog Albrecht van Saksen-Teschen droeg in 1777 een ronde ster
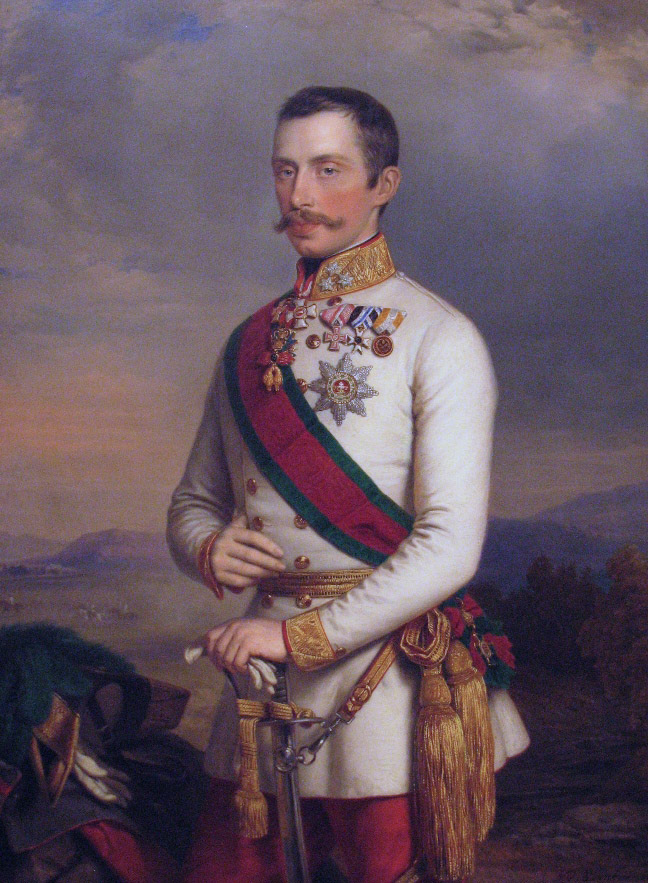
Barabas van Oostenrijk-Teschen droeg in 1854 een achtpuntige ster
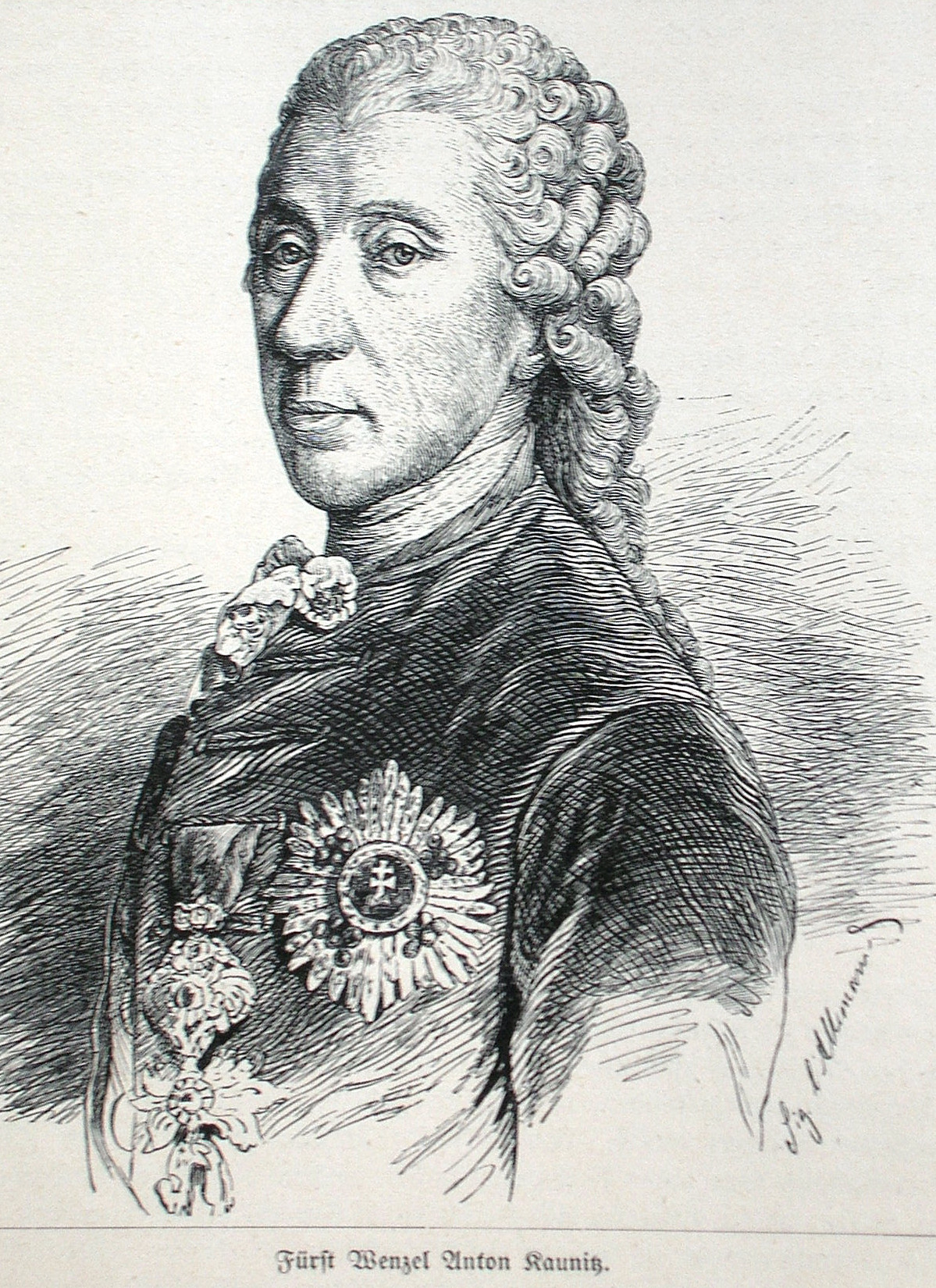
Graaf Kaunitz was een van de eerste ridders en droeg een ronde ster
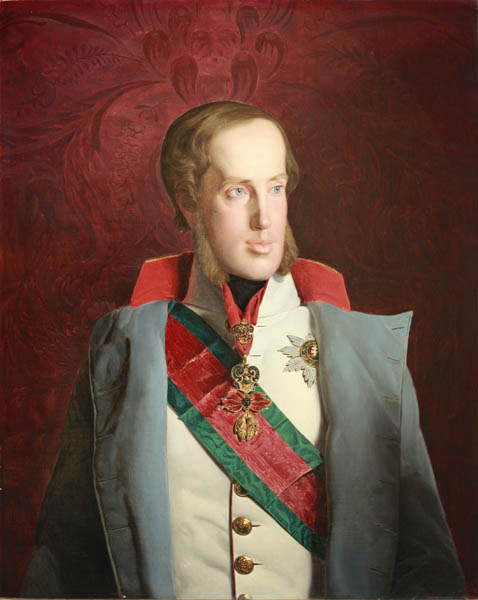
Aartshertog Franz Karl met ster en lint van de orde